# ホセ・ルイス・カルバ
ホセ・ルイス・カルバ・セペーダ（スペイン語: José Luis Calva Zepeda, 1969年6月20日 - 2007年12月11日）はメキシコの作家、連続殺人犯。食人をおこなったとされ、「人食い詩人（El poeta caníbal）」と呼ばれる。

## 経歴
カルバは1969年にメキシコシティで生まれた。父親は2歳の時に死亡し、母親は男を自宅によく連れ込んでおり、彼はその男を「パパ」と呼ぶようにされていたという。カルバは16歳の時、兄の友人にレイプされた。
1996年に女性と出会い結婚するも後に離婚し、元妻はアメリカへ子供と共に引っ越した。その頃からカルバは重度のうつ病を患ったとされる。

## 食人事件の経過
カルバは2007年10月6日より行方不明となっていた元婚約者アレハンドラ・ガレアナと他2人の女性を絞殺しその遺体を切断したとして、メキシコ連邦警察に逮捕された。彼の自宅アパートへ家宅捜索に立ち入った警察はレモンで味付けした人肉の料理と、それを食べようとしているカルバ、ガレアナの死体、フライパンの上に乗った人肉、シリアルの箱の中に入った人骨、冷蔵庫に入った人肉を発見した。更に食人をテーマとした書きかけの本の他、ハンニバル・レクターの写真も発見された。本人は警察が突入した際にベランダから飛び降りて足の骨を折って入院した。
10月29日、ガレアナの殺害に対して有罪を宣告された（他の女性の殺害と、食人行為については調査中である）。
その後カルバは12月11日6時頃に刑務所の独房でベルトを使って首を吊り自殺した 。38歳没。遺書などは無かった
。

## 作品
- “La Noche Anterior”
- “La espera”
- “Instintos caníbales o 12 días”（未完）

## 引用
1. 1 2 3  “El "poeta caníbal" es investigado por muertes en México” (Spanish). www.la-razon.com. 2007年10月17日時点のオリジナルよりアーカイブ。2007年10月16日閲覧。
2. ↑  “El caníbal, su autobiografía entre la violencia y el rencor” (Spanish). ElUniversal.com.mx. 2007年12月23日閲覧。
3. ↑  “Lo llaman el escritor caníbal” (Spanish). www.larepublica.com.pe. 2007年10月14日時点のオリジナルよりアーカイブ。2007年10月16日閲覧。
4. ↑  “'Cannibal' killer commits suicide”. en:CNN.com.  オリジナルの2007年12月15日時点におけるアーカイブ。 2007年12月23日閲覧。
5. ↑  Encuentran ahorcado a el Caníbal en su celda / 13 de Febrero de 2008